# Комаров, Михаил Иванович
Михаил Иванович Комаров (1911-1984) — полковник Советской Армии, участник Великой Отечественной войны, Герой Советского Союза (1945).

## Биография
Михаил Комаров родился 9 октября 1911 года в Санкт-Петербурге. Окончил рабфак при химико-технологическом институте, после чего работал сначала слесарем, затем скорняком. В 1933—1935 годах проходил службу в Рабоче-крестьянской Красной Армии. В сентябре 1939 года Комаров повторно был призван в армию. В том же году он окончил курсы младших лейтенантов при Горьковском училище зенитной артиллерии. Участвовал в боях советско-финской войны. С июня 1941 года — на фронтах Великой Отечественной войны. К октябрю 1944 года майор Михаил Комаров был заместителем по строевой части командира 997-го зенитного артиллерийского полка 12-й зенитной артиллерийской дивизии 65-й армии 1-го Белорусского фронта. Отличился во время освобождения Польши.
2 октября 1944 года Комаров участвовал в боях за удержание плацдарма на правом берегу Нарева в районе населённого пункта Дзбанице в 10 километрах к северу от Сероцка. Когда немецкие войска прорвали оборону стрелковых частей и вышли к позициям полка, Комаров заменил собой погибшего командира батареи и организовал круговую оборону. В критические моменты боёв он три раза вызывал огонь на себя.
Указом Президиума Верховного Совета СССР от 21 февраля 1945 года майор Михаил Комаров был удостоен высокого звания Героя Советского Союза с вручением ордена Ленина и медали «Золотая Звезда».
После окончания войны Комаров продолжил службу в Советской Армии. В 1947 году он окончил Высшую офицерскую школу в городе Евпатория. В 1956 году в звании полковника Комаров был уволен в запас. Проживал в Ленинграде, где работал сначала мастером, затем начальником цеха на одной из городских фабрик. Скончался 22 октября 1984 года.
Был также награждён двумя орденами Отечественной войны 1-й степени, орденом Красной Звезды и рядом медалей.